# Liste des évêques de Senlis
Pour un article plus général, voir Ancien diocèse de Senlis.

## Évêché deSenlis
(Dioecesis Silvanectum)
Le siège est supprimé le 29 novembre 1801. Le territoire du diocèse est rattaché à celui de Beauvais.

## Liste des évêques
Sont évêques :
- Rieul de Senlis (ou Regulus[1]), probablement à l'époque de l'empereur Constantin.
- Nicenus[2]
- Mansuetus[3],[2]
- Venustus[2]
- Tanitus[2]
- Jocundus[2]
- Protatus[2] (ou Protritus)
- Modestus[2]
- vers 511-513 : saint Levain (ou Levangius ou Livanianus)[4]
- 513-519 : Passif (ou Passivus)
- 519-547 : Nonnullus
- Hodiernus[2] (ou Fredigernus ou Frodigerius)
- vers 549-vers 557 : saint Gonotigerne (ou Gonotigernus)[5]
- saint Sanctin (ou Sanctinus)
- vers 584 : saint Maculphe (ou Malulfus)[6]
- VIe siècle : saint Léthard (ou Letardus
[7]
- VIe siècle : saint Candide[2] (ou Candidus)
- 625-vers 649 : saint Agomer (ou Agmarus)
- 652-vers 685 : saint Ausbert (ou Autbertus)
- saint Amand (Amandus)
- vers 767-vers 769 : saint Erembert (ou Erambertus)
- saint Wulfrède (ou Vulfredus)
- Antalfrède (ou Antalfridus ou Amalsindus)
- Bertolinus (ou Bethelmus)
- Odovinus (ou Odonius, ou Idoinus)
- Adelbert (ou Adalbertus)
- Renaut (ou Ragnaldus ou Reginaldus)
- 813-816 : Ermenon (ou Erminus)
- 829-838 : Geoffroy Ier (ou Godofredus)
- 840-871 : Herpoin (ou Herpuinus)
- 871-897 : Aubert (ou Hadebertus ou Audebertus)
- 899 ou 900-909 : Otfrid (ou Othfredus)
- 918 ou 923-936 : Adelelone (ou Adelelmus)
- 937-?: ernuin(us)
- Guntbertus[2]
- vers 948 : Yves Ier (ou Ivo), excommunié.
- 965 ou 972 : Constance (ou Constantius); Constance de Senlis assiste en mai 972 au concile tenu au Mont-Sainte-Marie en Tardenois dans le diocèse de Soissons par Adalberon de Reims au côté des autres évêques de l'archevêché[8].
- 987 ou 989-993 : Eudes Ier (ou Odo)
- 996 ou 998 : Robert Ier (ou Robertus)
- 1015 : Raoul Ier (ou Rodulph(us))
- 1021 ou 1022-1027 : Guy Ier le Bon (ou Guido)
- 1029 : Raoul II (ou Rodulphus)
- 1030-1042 : Guy II (ou Guido)
- 1043-1053 : Frotland (us) Ier
- 1058 : Guy III (ou Guido)
- 1059-1067 : Frotland(us) II
- 1067 ou 1068-1069 : Eudes II (ou Odo)
- 1072 ou 1074-1075 : Rolland(us)
- 1075 ou 1076 : Ingelran (ou Ingelardus)
- 1076 ou 1077-1079 : Yves II (ou Ivo)
- 1081 ou 1082-1093 : Ursion (ou Ursio ou Ursus), chancelier du roi Philippe Ier en 1092.
- 1093 ou 1094-1095 : Hugues (ou Hugo)
- 1095 ou 1097-1099 : Liétaud (ou Letaldus)
- 1099-1115 : Hubert(us), qui fut chancelier de France en 1091-1094.
- 1115 ou 1117-1133 : Clérembaut (ou Clarembaldus)
- 1134-8 avril 1151 : Pierre Ier (ou Petrus)
- 1151-1154 : Thibaud (ou Theobaldus)
- 1155 ou 1156-1167 : Amaury (ou Amauricus)
- 1168 ou 1169-1185 : Henri(cus)
- 1185-1213 : Geoffroy II (ou Gaufridus)
- 1213 ou 1214-18 avril 1227 : Guérin (ou Garinus), chancelier de France; créateur du Trésor des chartes.
- 1227 ou 1228-20 août 1258 : Adam de Chambly
- 1259-1er octobre 1260 : Robert II de La Houssaye
- 1260-1283 : Robert III de Cressonsart
- 1287-1288 : Gautier de Chambly et Nuilly (ou Gualterus), exécuteur testamentaire de Philippe IV le Bel.
- 1290 ou 1291-1293 ou 1294 : Pierre II Cailleau (ou Petrus Cailleu ou Chaillou)
- 1292 ou 1294-9 mai 1308 : Guy IV de Plailly (ou Guido)
- 1308 ou 1309-1313 : Guillaume Ier de Bérogne (ou Guilielmus de Berrone)
- 5 novembre 1314-octobre 1334 : Pierre III de Baron (ou Petrus Barrière)
- vers 1335-1337 : Vast de Villiers (ou Vedastus de Villaribus)
- 1337-1339 : Étienne de Villiers (ou Stephanus de Villaribus)
- 1339-27 août 1344 : Robert IV de Plailly
- 31 août 1344-1349 : Pierre IV de Cros (ou Petrus)
- 1349-mars 1351 : Denys Ier le Grand (ou Dionysus)
- 1351-avril 1356 : Pierre V de Treigny (ou Petrus)
- vers 1356 (?): Pierre VI de Proverville[2]
- juillet 1356-novembre 1377 : Adam de Nemours
- vers 1377-vers 1379 : Martin (ou Martinus)
- vers 1379-vers 1380 : Pierre VII (ou Petrus)
- 1380-8 septembre 1409 : Jean Ier Dieudonné (ou Joannes Dodieu)
- 2 octobre 1409-11 avril 1415 : Pierre VIII Plaoul (ou Petrus), qui joua un rôle important dans les querelles universitaires de son siècle.
- 10 mai 1415-12 juin 1418 : Jean II d'Archery (ou Joannes Dachery), massacré à Paris par les Bourguignons.
- 23 juin 1418-23 novembre (?) 1422 : Pierre IX de Chissey (ou Petrus)
- 14 mai 1423-12 octobre 1429 : Jean III Fouquerel (ou Joannes)
- 20 avril 1432 ou 1433-6 mai 1434 : Guillaume II de Hottot (ou Guiliemus de Hotot)
- août 1434-1447 : Jean IV Raphanel (ou Joannes)
- 4 mai 1447-mai ou juin 1496 : Simon Bonnet
- 26 septembre 1496-3 mars 1499 : Jean V Neveu (ou Joannes)
- 11 avril 1499-29 août 1515 : Charles de Blanchefort (ou Carol)
- 1515-1517 : Nicolas Ier de Sains
- 1er février 1517-juin 1522 : Jean VI Calvi (ou Joannes Calueau)
- 1522-27 août 1526 : Artus Fillon[9] (ou Arturius), auteur d'ouvrages estimés en leur temps. Il a financé l'érection de la Tour de la Madeleine à Verneuil-sur-Avre.
- 1527 : Odard Hennequin (ou Odardus)
- 29 mars 1528-8 décembre 1536 : Guillaume III Petit (ou Guilielmus Parvi), confesseur et prédicateur de Louis XII et François Ier, sous lesquels il jouit d'une grande influence.
- 8 janvier 1537-14 septembre 1559 : René le Rouillé (ou Renatus Le Rouillier)
- 27 mars 1560-13 juin 1560 : Crépin de Brichanteau (ou Crispinus)
- 17 juillet 1560-1561 : Louis Guillard (ou Ludovicus), précédemment évêque de Châlons de 1553 à 1561, prieur commendataire de l'Abbaye Saint-Magloire de Léhon de 1558 à 1560.
- 19 septembre 1561-30 octobre 1583 : Pierre X Chevalier (ou Petrus Chevalier)
- 6 mai 1584-mars 1602 : Guillaume IV Rose (ou Guilielmus), le célèbre ligueur.
- 24 mars 1602-15 mars 1610 : Antoine Rose (ou Antonius)
- 15 mars 1610-1622 : cardinal François de La Rochefoucauld (ou Franciscus), grand aumônier, puis ministre d'État de Louis XIII.
- 19 septembre 1622-15 juillet 1652 : Nicolas II Sanguin (ou Nicolaus), conseiller d'État.
- 14 janvier 1653-13 mars 1702 : Denys II Sanguin (ou Dionysus)
- 16 avril 1702-16 avril 1714 : Jean-François de Chamillart (ou Joannes Franciscus)
- 25 novembre 1714-4 janvier 1754 : François Firmin Trudaine (ou Firminus)
- 16 juin 1754-21 septembre 1801 : Jean-Armand de Bessuéjouls de Roquelaure (mort à Paris le 23 avril 1818), dernier évêque avant la suppression du siège.